# ۸۳۸ (خورشیدی)
۸۳۸ هشتصد و سی و هشتمین سال هجری خورشیدی است.